# Montañas Hudson
Las montañas Hudson son un grupo de conos parásitos, que forman nunataks apenas por sobre la superficie de la capa de hielo antártica al oeste de la tierra de Ellsworth. Se encuentran al este de la bahía de Cranton y la bahía de la isla Pine en el extremo este del mar de Amundsen, y están definidas en el norte por la barrera de hielo Cosgrove y por el sur por el glaciar de la isla Pine.

## Historia
Las montañas fueron descubiertas por los miembros de los vuelos del USAS que partieron desde el USS Bear en febrero de 1940, y se terminaron de delinear a partir de fotografías tomadas durante la Operación Highjump en diciembre de 1946. Toda la zona que abarca el grupo fue incluida en los mapas por el USGS a partir de fotografías aéreas de la US Navy en 1966. Fueron nombradas por el US-SCAN en honor al capitán William L. Hudson, comandante del Peacock durante el USEE, 1838-42. El Peacock, acompañado por el Flying Fish al mando del teniente Walker, navegó a lo largo de la barrera de hielo al norte de esta zona durante varios días durante fines de marzo de 1839.
Dado que se encuentran muy poco erosionadas, y que en 1974 se observó vapor, y existe un informe satelital no confirmado en 1985 sobre una erupción, es posible que las montañas Hudson se encuentren activas.
En enero del 2008, los científicos del British Antarctic Survey liderados por Hugh Corr y David Vaughan, informaron que hace 2,200 años, un volcán tuvo una erupción subglaciar bajo la capa de hielo de la Antártida, a partir de relevamientos aéreos con imágenes de radar. Descrita como la mayor erupción en la Antártida durante los últimos 10,000 años, se encontraron cenizas volcánicas depositadas en la superficie bajo las montañas Hudson, cerca del glaciar isla Pine.